# Littorophiloscia denticulata
Littorophiloscia denticulata är en kräftdjursart som först beskrevs av Franco Ferrara och Stefano Taiti 1982.  Littorophiloscia denticulata ingår i släktet Littorophiloscia och familjen Philosciidae. Inga underarter finns listade i Catalogue of Life.